# Okupacja Timoru Wschodniego przez Indonezję
Okupacja Timoru Wschodniego przez Indonezję – okupacja Timoru Wschodniego trwająca od 7 grudnia 1975 do 20 maja 2002 roku. Rozpoczęła się w wyniku zajęcia przez Indonezję Timoru Wschodniego (utworzono oddzielną prowincję), który 28 listopada 1975 roku jednostronnie ogłosił niepodległość od Portugalii. Podczas okupacji siły indonezyjskie dokonały eksterminacji miejscowej ludności, mordując od 100 do 250 tys. mieszkańców Timoru Wschodniego.

## Timor Wschodni przed wojną
Po rewolucji goździków, w czerwcu i listopadzie 1975 roku Portugalia przyznała niepodległość terytoriom kolonialnym w Afryce. Od 1974 roku w portugalskim Timorze Wschodnim działał Komitet na rzecz samostanowienia Timoru Wschodniego. W lipcu 1975 roku odbyły się wybory do władz lokalnych, które wygrał Rewolucyjny Front na rzecz Niepodległości Timoru Wschodniego (FRETILIN), uzyskując 55% głosów. Drugie miejsce uzyskała Timorska Unia Demokratyczna (UDT). Obie partie zawiązały koalicję, która rozpadła się w ciągu kilku tygodni. 8 czerwca 1975 roku UDT z częścią sił zbrojnych (ok. 1,5 tys. żołnierzy) dokonała zamachu stanu, aresztując 80 członków FRETILIN i zabijając kilkunastu innych. Pucz zorganizowano prawdopodobnie na skutek indonezyjnej inspiracji. W reakcji FRETILIN zmobilizował 2 tys. żołnierzy i przeprowadził kontratak. Wojna trwała trzy tygodnie i zakończyła się klęską sił UDT.
Pod koniec 1974 roku Indonezja rozpoczęła przygotowywać inwazję na Timor Wschodni. Wyróżnia się kilka powodów, dla których Indonezja zdecydowała się przeprowadzić akcję zbrojną. Władze Indonezji obawiały się, że niepodległy Timor Wschodni przekształci się w państwo komunistyczne wzorowane na Kubie. Dodatkowo postrzegano Timor Wschodni jako anomalię geopolityczną, będącą pozostałością po europejskim systemie kolonialnym. Władze Indonezji obawiały się również, że zaakceptowanie niepodległości Timoru Wschodniego zachęci inne prowincje Indonezji, w których trwają tendencje separatystyczne, do ogłoszenia niepodległości. Indonezja głosiła również, że atakuje Timor Wschodni, zamieszkały głównie przez ludność katolicką, w celu zapewnienia ochrony mniejszości muzułmańskiej. Dodatkowo u wybrzeży Timoru Wschodniego okryto złoża ropy naftowej, które mogłyby być zajęte przez Indonezję.
Pierwsze oddziały armii indonezyjskiej wkroczyły na Timor Wschodni we wrześniu 1975 roku, kilka tygodni przed wybuchem wojny. Ofiarami pojedynczych starć byli Timorczycy, w jednym przypadku z 16 października również pięciu dziennikarzy z Australii. W międzyczasie władze Timoru Wschodniego aresztowały zwolenników UDT i APODETI – proindonezyjnej i prointegracyjnej partii politycznej. Premierem Timoru Wschodniego został Nicolau Lobato, przedstawiciel nacjonalistycznej frakcji FRETILIN. 28 listopada 1975 roku Timor Wschodni jednostronnie ogłosił niepodległość. Decyzja ta nie została uznana przez Portugalię, co pozwoliło jej występować na forum ONZ w charakterze legalnego reprezentanta wyspy podczas okupacji indonezyjskiej.

## Przebieg wojny

### Początek wojny
Po ogłoszeniu niepodległości Indonezja zmobilizowała siły polityczne opowiadające się za scaleniem Timoru Wschodniego z Indonezją. Władze Indonezji nawiązały współpracę z przedstawicielami UDT, APODETI i lokalnymi władcami, skupionymi wokół satelickich partii APODETI – KOTA i Trabalhista. 7 grudnia 1975 roku Indonezja zaatakowała Timor Wschodni przy użyciu sił powietrznych i amfibijnych. Siły Indonezji liczyły 32 tys. żołnierzy oraz 10 tys. rezerwistów w Timorze Zachodnim. FRETILIN wystawił 2,5 tys. regularnego wojska oraz 7 tys. żołnierzy walczących czasowo. Ponadto Timor Wschodni dysponował od 10 do 20 tys. rezerwistów, przeszkolonych jeszcze przez władze portugalskie. 20 sierpnia 1975 roku powstały Siły Zbrojne Wyzwolenia Narodowego Timoru Wschodniego (Falintil).

### Aneksja Timoru Wschodniego
17 czerwca 1976 roku ogłoszono formalne przyłączenie Timoru Wschodniego do Indonezji, jednak faktycznie nie sprawowała kontroli nad całym krajem. Organizacja Narodów Zjednoczonych nie uznała aneksji Timoru Wschodniego. Dopiero na początku lat 80. armia Indonezji opanowała cały Timor Wschodni. Do końca 1979 roku Indonezyjczycy rozbili dowództwo i kierownictwo polityczne FRETILIN, mordując 49 z 52 członków Komitetu Centralnego FRETILIN. Do 1981 roku FRETILIN w wyniku sporów frakcyjnych nie było w stanie skutecznie koordynować działań przeciwko Indonezyjczykom. Część kierownictwa FRETILIN opowiadała się za nawiązaniem współpracy z państwami bloku wschodniego lub Chińskiej Republiki Ludowej. Pomoc od państw komunistycznych nigdy nie nadeszła. Na początku marca 1981 roku w Lacluta FRETILIN odtworzył centralne kierownictwo partyjne. 21 marca 1983 roku ogłoszono tymczasowe zawieszenie broni między Indonezją a FRETILIN. W tym samym roku rozpoczęto trójstronne rozmowy między Indonezją, Portugalią i ONZ w sprawie zakończenia wojny.
W 1984 roku rząd Indonezji zwiększył liczbę wojsk okupacyjnych do 20 tys. 9 września 1985 roku prezydent Indonezji Suharto ogłosił wprowadzenie stanu wyjątkowego w Timorze Wschodnim. W każdej wsi timorskiej stacjonowało kilkunastu żołnierzy. Jeden żołnierz indonezyjski przypadał na każdych 38 mieszkańców Timoru Wschodniego. Stanowiska urzędnicze w Timorze Wschodnim obejmowali głównie migranci z Jawy. Ludność timorska złośliwie głosiła, że urzędnicy indonezyjscy reprezentują tzw. „Batalion 702”. Nazwą tą określano nietimorskich urzędników, rozpoczynających pracę o siódmej rano (7), nie robiących nic (0) i kończących pracę o drugiej (2). Indonezyjski program transmigracji (transmigrasi), polegający na przesiedlaniu ludności z różnych zakątków kraju, miał doprowadzić do rozbicia struktury etnicznej terytorium, sprzyjając integracji Timoru Wschodniego z Indonezją.
W celu poprawy wizerunku Indonezji na arenie międzynarodowej, w 1988 roku Suharto ogłosił Timor prowincją o statusie równym statusowi 26 pozostałych prowincji. W 1989 roku zezwolono turystom na zwiedzanie Timoru Wschodniego.

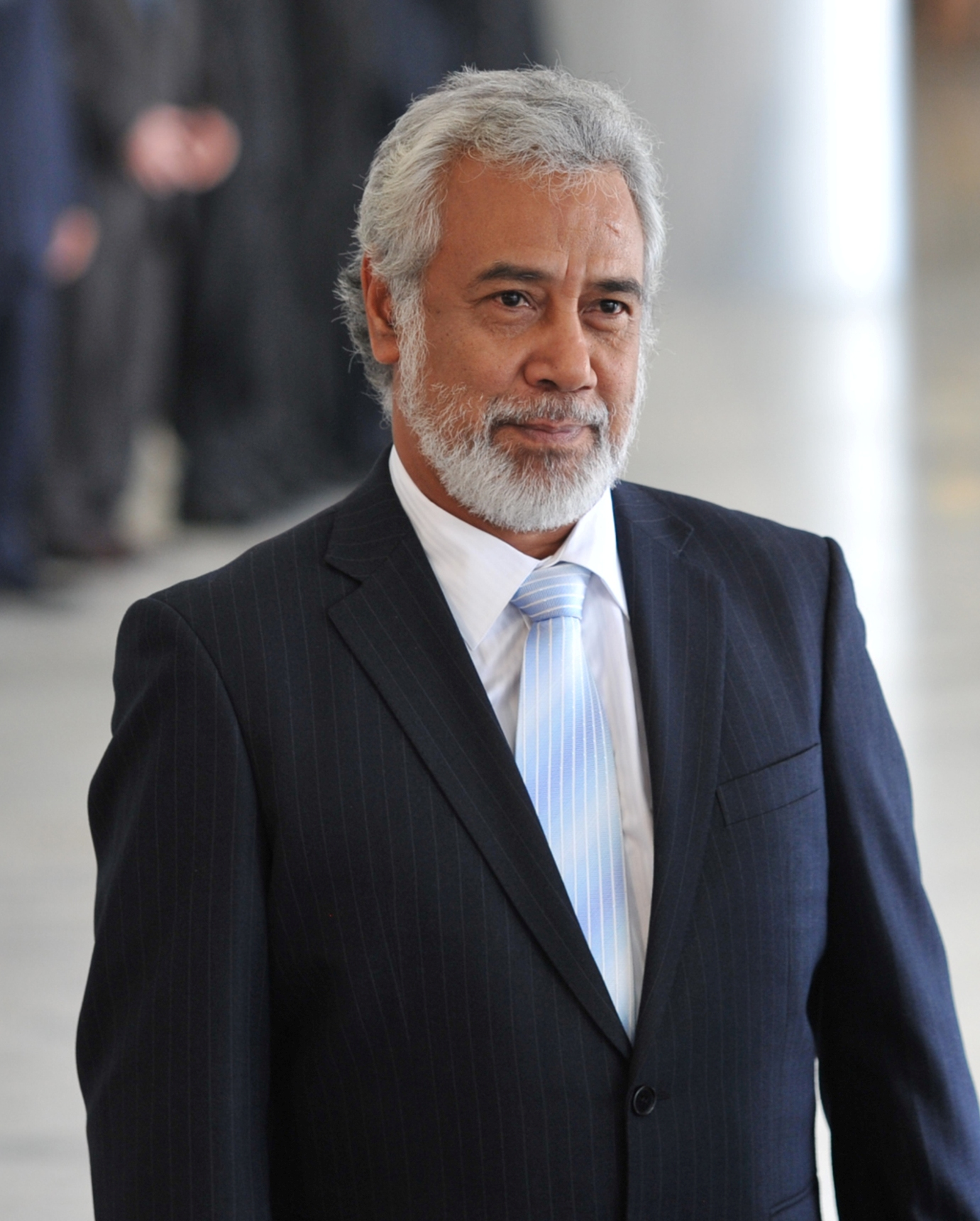
Xanana Gusmão, główny dowódca Falintilu, w latach 2002–2007 prezydent Timoru Wschodniego

W listopadzie 1992 roku aresztowano Xananę Gusmão, głównego dowódcę Falintilu. W maju 1994 roku ogłoszono przekształcenie prowincji w „obszar specjalny”.
W kwietniu 1998 roku w Portugalii odbyła się pierwsza Międzynarodowa Konwencja Timoru Wschodniego. Podczas niej utworzono Narodową Radę Oporu Timoru Wschodniego. W jej skład weszli: FRETILIN, UDT, APODETI, partia KOTA. Przewodniczącym Rady został Xanana Gusmão.

### Prześladowania Timorczyków
Podczas wojny siły indonezyjskie dokonały masakry na ludności cywilnej. 23 listopada 1978 roku siły indonezyjskie rozstrzelały 500 żołnierzy Timoru Wschodniego, którzy poddali się i złożyli broń. We wrześniu 1981 roku wojska indonezyjskie dokonały masakry ludności cywilnej. Zginęło wówczas 400 osób, w większości kobiet i dzieci. W sierpniu 1983 roku w Malim Luro siły indonezyjskie rozjechały buldożerami 60 skrępowanych mężczyzn, kobiet i dzieci. We wsi Kraras w dniach 21–22 sierpnia 1983 roku zakopano żywcem 80 osób.

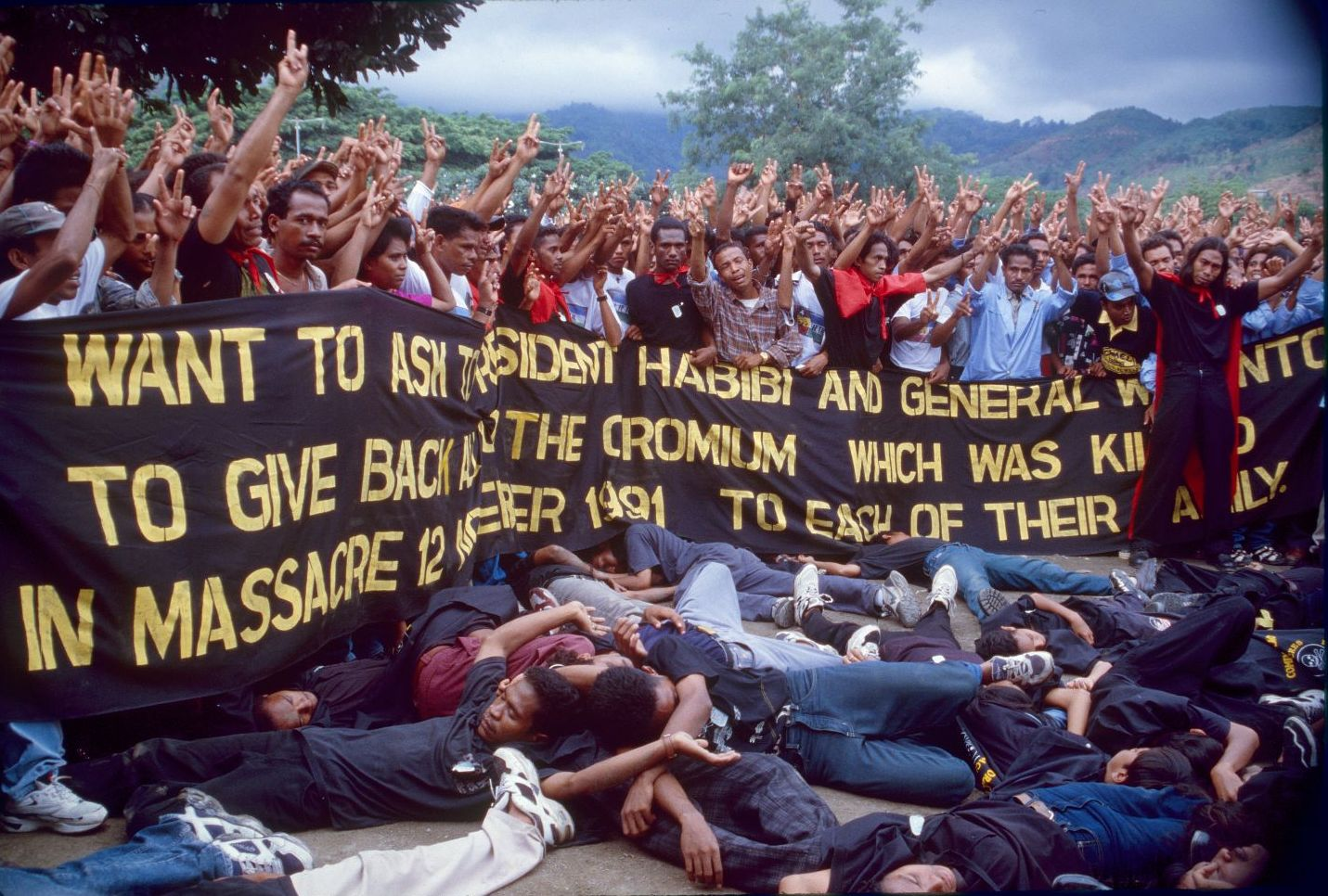
Rekonstrukcja masakry na cmentarzu w Santa Cruz

12 listopada 1991 roku na cmentarzu w Santa Cruz armia zamordowała 271 uczestników pogrzebu zamordowanych partyzantów. Zdarzenie zostało potajemnie sfilmowane przez zachodniego dziennikarza, a relacja z Santa Cruz obiegła cały świat. Władze Indonezji wprowadziły politykę wynaradawiania: zabroniły używania języka portugalskiego, zdelegalizowały wszystkie timorskie partie polityczne, zmuszały kobiet do sterylizacji oraz odbierały dzieci rdzennym Timorczykom. Za pośrednictwem systemu edukacji szerzono znajomość języka indonezyjskiego. Indonezyjski, dziś objęty statusem języka roboczego, pozostaje w stosunkowo powszechnym użyciu na terenie kraju.

### Referendum z 1999, zakończenie wojny
W wyniku rosnącej presji międzynarodowej oraz problemów wewnętrznych (m.in. azjatyckiego kryzysu gospodarczego z 1997 roku) Indonezja poczyniła pewne ustępstwa wobec Timoru Wschodniego. 21 maja 1998 roku prezydent Suharto podał się do dymisji. Nowym prezydentem Indonezji został Jusuf Habibie. W październiku 1998 roku Sekretarz Generalny ONZ przedstawił projekt nadania Timorowi Wschodniemu autonomii wchodzącej w skład Indonezji. W styczniu 1999 roku Jusuf Habibie zaproponował zorganizowanie plebiscytu w sprawie przyszłości Timoru Wschodniego. W plebiscycie zapytano, czy Timor Wschodni powinien stać się autonomią. W przypadku odrzucenia oferty autonomii władze Indonezji miały zaakceptować niepodległość Timoru Wschodniego. Władze indonezyjskie zakładały, że młode pokolenie Timorczyków, wychowane w indonezyjskich szkołach, poprze powstanie autonomii.
Ideę plebiscytu zaakceptowały władze Indonezji i Portugalii podczas negocjacji prowadzonych 5 maja 1999 roku w Nowym Jorku, a następnie przedstawiciele Narodowej Rady Oporu Timoru Wschodniego. Zdecydowano, że proces wyborczy będzie administrowany przez Sekretarza Generalnego ONZ i Misję Pomocniczą Narodów Zjednoczonych dla Timoru Wschodniego (UNAMET), ustanowiony 11 czerwca 1999 roku na mocy rezolucji S/RES/1246. Rozpoczęcie rozmów nie wstrzymało walk na wyspie. Nadal dochodziło do mordowania ludności cywilnej przez armię indonezyjską. W dniach od 4 do 6 kwietnia 1999 roku w Liquica proindonezyjscy bojówkarze, wsparci przez policjantów i żołnierzy indonezyjskich zamordowały ok. 20 osób podczas szturmu w jednym z tamtejszych kościołów.
Od stycznia 1999 roku dowódcy prointegracyjnych bojówek zastraszały ludność timorską, grożąc, że osoby głosujące za niepodległością będą mordowane wraz z ich rodzinami. Mordy ludności timorskiej po referendum miały stanowić zemstę oraz być ostrzeżeniem dla ruchów separatystycznych z innych części Indonezji. Faktycznie prześladowań dokonywano jeszcze przed zorganizowaniem referendum.
Pierwotnie planowano, by plebiscyt odbył się 8 sierpnia 1999 roku, jednak termin przesunięto ze względu na niespełnienie warunków w zakresie bezpieczeństwa. Ostatecznie referendum odbyło się 30 sierpnia 1999 roku. Wzięło w niej udział 98,6% zarejestrowanych wyborców. 78,5% głosujących opowiedziało się za niepodległością Timoru Wschodniego. W reakcji na wynik wyborów, 3 września 1999 roku prointegracyjne bojówki rozpoczęły kampanię przemocy i zniszczenia. Po referendum ok. 260 tys. Timorczyków przesiedlono do Timoru Zachodniego. 70% zabudowań kompletnie zniszczono. W zamieszkach zginęło ok. 2 tys. osób, a 250 tys. uciekło ze swoich domów. W odpowiedzi na prześladowanie ludności cywilnej prezydent Stanów Zjednoczonych Bill Clinton zagroził, że USA zawetuje głosowanie nad kolejnymi pożyczkami dla Indonezji. Na konferencji APEC, odbywającej się w dniach 12–13 września 1999 roku, Australia zaproponowała natychmiastowe wysłanie sił międzynarodowych dla przywrócenia bezpieczeństwa w Timorze Wschodnim. Propozycję zaakceptował prezydent Indonezji Jusuf Habibie.

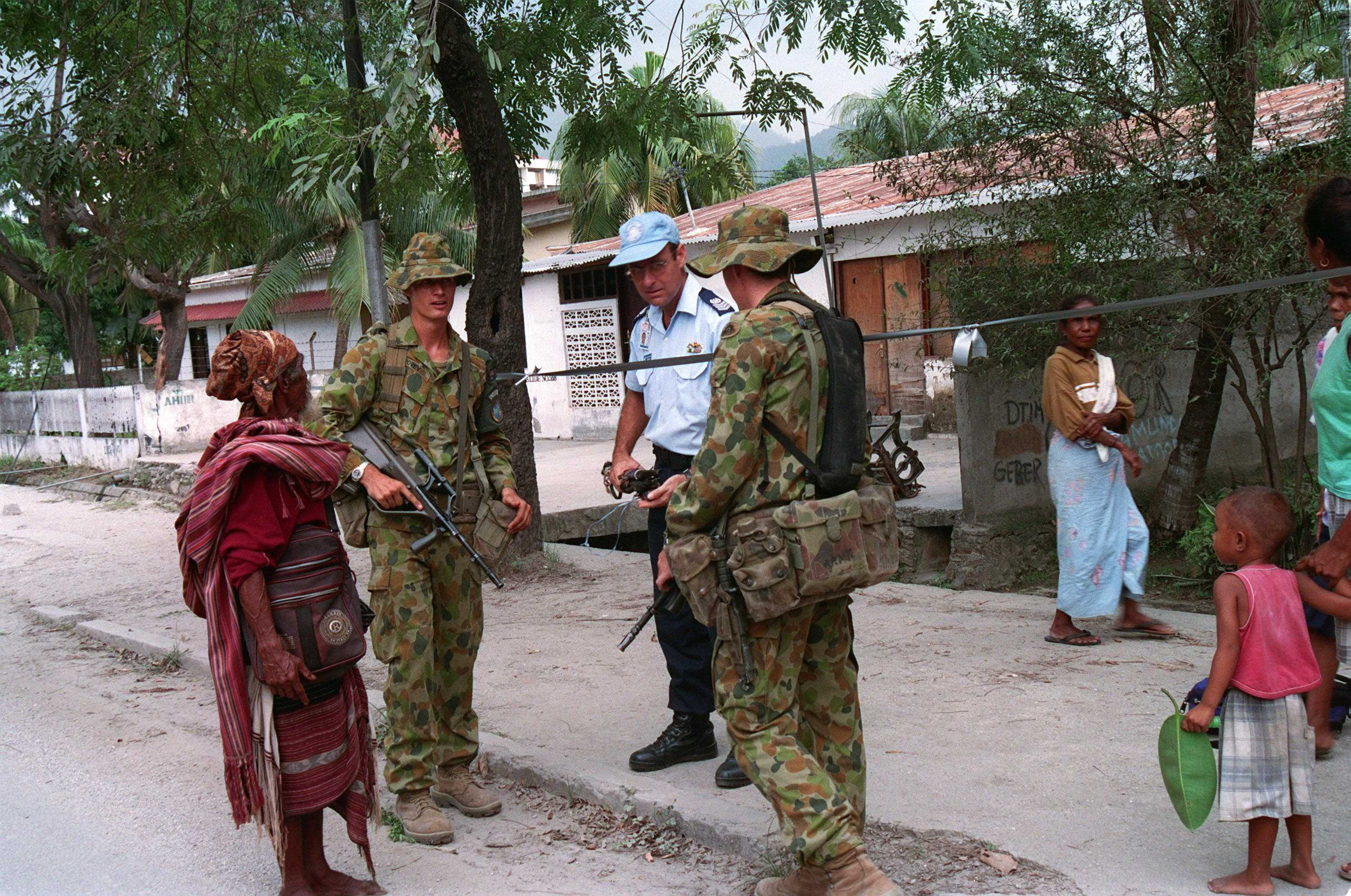
Wojska INTERFET w Dili, 12 lutego 2000

20 września 1999 roku o godz. 6:40 czasu lokalnego do Timoru Wschodniego wkroczyły powołane przez ONZ Siły Międzynarodowe dla Timoru Wschodniego (INTERFET). Pierwsze oddziały wkroczyły do stolicy Timoru Wschodniego Dili. Pierwszego dnia na wyspie pojawiło się 1190 żołnierzy, w większości australijscy i nowozelandzcy. Liczba żołnierzy INTERFET wyniosła w sumie 11 693 osób, z czego 5697 to żołnierze australijscy. Incydenty z użyciem broni były rzadkie. INTERFET zastąpiono Tymczasową Administracją ONZ w Timorze Wschodnim w 2002 roku, po uzyskaniu przez Timor Wschodni niepodległości.
19 października 1999 roku indonezyjskie Ludowe Konsultatywne Zgromadzenie zaakceptowało wyniki referendum. 25 października 1999 roku Rada Bezpieczeństwa ONZ powołała UNTAET (ang. United Nations Transitional Administration in East Timor), który czasowo sprawował pełną władzę nad Timorem Wschodnim. Władzę wykonawczą sprawował szef misji UNTAET Sérgia Viera de Mello. 30 sierpnia 2001 roku odbyły się wybory parlamentarne. W wyborach wzięło udział 91,3% uprawnionych do głosowania. Wybory zwyciężył FRETILIN, który uzyskał 57% głosów i 55 (na 88) miejsc w parlamencie. 22 marca 2002 roku Zgromadzenie Konstytucyjne uchwaliło konstytucję, wzorowaną na konstytucji Portugalii i ustawie zasadniczej Mozambiku. Ponadto Zgromadzenie ustanowiło oficjalną nazwę państwa (Republika Democratica de Timor-Leste), wprowadziło dwa języki urzędowe (tetum i portugalski) oraz nową flagę. 14 kwietnia 2002 roku wybory prezydenckie wygrał Xanana Gusmão. 20 maja 2002 roku Timor Wschodni uzyskał niepodległość.

## Ofiary

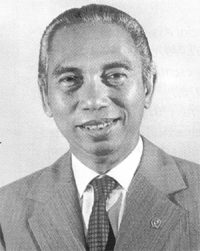
Minister spraw zagranicznych Adam Malik. Zapytany o liczbę ofiar inwazji stwierdził, że zginęło może 50 tys., może 80 tys. Timorczyków

Wojska indonezyjskie prowadziły brutalną walkę zbrojną. W ciągu dwóch pierwszych miesięcy wojny zginęło ok. 50 tys. osób. W marcu 1977 roku minister spraw zagranicznych Adam Malik powiedział, że podczas wojny zginęło do 80 tys. Timorczyków, ale uratowano 600 tys. pozostałych. Spośród 20 tys. Timorczyków pochodzenia chińskiego wojnę przeżyło kilku tysięcy. Dokładna liczba ofiar nie jest znana. Łącznie w wojnie, w wyniku bezpośrednich starć oraz klęski głodu, zginęło od 120 do 250 tys. Timorczyków przy populacji liczącej 650 tys. osób. Pomimo bardzo dużej liczby ofiar, za sprawą wysokiego przyrostu naturalnego Timor Wschodni zamieszkiwało więcej osób niż pod koniec rządów portugalskich. Po stronie Indonezji zginęło 10–20 tys. ludzi.
Ofiarami wojsk Indonezji byli również Timorczycy zamieszkujący zachodnią część wyspy. Po ataku sił FRETILIN na jednostki agresora, żołnierze indonezyjscy w akcie zemsty rozstrzelali ok. 2 tys. mieszkańców Lamaknan.
Nikt z władz Indonezji nie poniósł odpowiedzialności za prześladowanie ludności timorskiej podczas wojny.

## Kościół katolicki podczas inwazji
Podczas wojny doszło do wzmocnienia pozycji Kościoła katolickiego. W momencie inwazji jedna trzecia mieszkańców Timoru Wschodniego deklarowała wiarę katolicką. Do 2018 roku 98% mieszkańców przynależało do kościoła katolickiego. Kościół katolicki zapewniał w miarę możliwości ochronę i wsparcie prześladowanym działaczom niepodległościowym.

## Upadek gospodarki Timoru Wschodniego
W wyniku przymusowych przesiedleń całych wsi oraz bombardowań gospodarka rolna Timoru Wschodniego się załamała. W efekcie w kraju wybuchła klęska głodu. Timorscy rolnicy byli wywłaszczani i przymusowo przesiedlani.

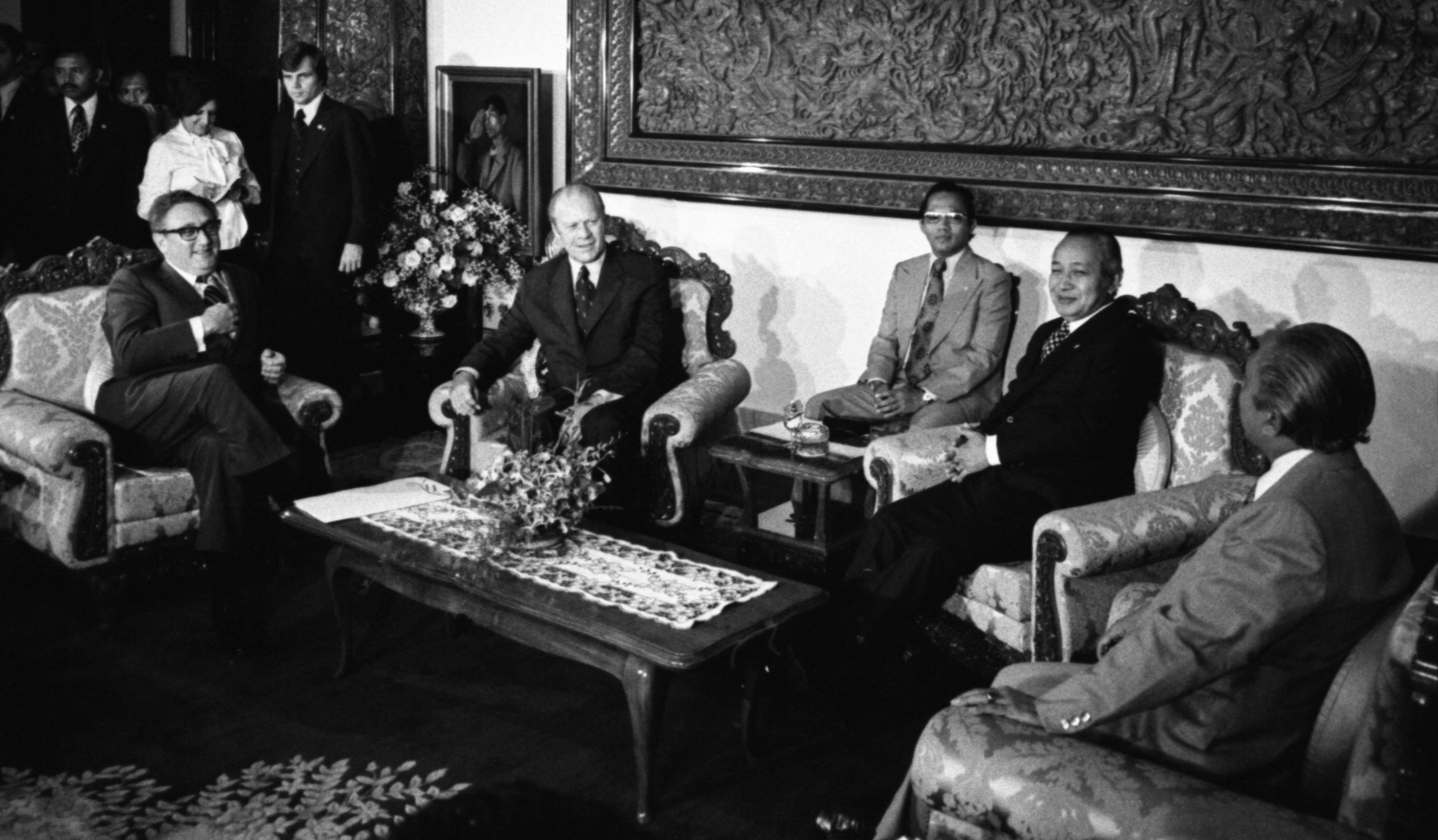
Spotkanie prezydenta Stanów Zjednoczonych Geralda Forda i sekretarza stanu USA Henry’ego Kissingera z prezydentem Indonezji Suharto 6 grudnia 1975 roku, dzień przed inwazją

Powszechne było rozkradanie pomocy rozwojowej dla Timoru Wschodniego przez indonezyjskich żołnierzy. Armia, w dużym stopniu funkcjonująca niezależnie od władz cywilnych, inwestowała środki w plantacje drzewa sandałowego, kawy i wydobycie marmuru. Zyski zapewniały siłom okupacyjnym samofinansowanie. W efekcie pomimo pomocy indonezyjskiej Timor Wschodni pozostał jednym z najbiedniejszych państw Azji.

## Reakcja opinii międzynarodowej
Organizacja Narodów Zjednoczonych nie uznała aneksji Timoru Wschodniego. W latach 1975–1982 ONZ wydał dziewięć rezolucji potępiających inwazję. Ruch Państw Niezaangażowanych potępił aneksję i ogłosił Indonezję nowym kolonizatorem. Australia i Nowa Zelandia nie poparły stanowiska ONZ i uznały zwierzchnictwo Indonezji nad Timorem Wschodnim. Indonezję wsparły Stany Zjednoczone, postrzegające FRETILIN jako organizację marksistowską. Dzień przed inwazją prezydent Stanów Zjednoczonych Gerald Ford i sekretarz stanu USA Henry Kissinger spotkali się z prezydentem Indonezji Suharto. Według dokumentów ujawnionych w 2001 roku Ford i Kissinger poparli interwencję. Pozostałe państwa zachodnie oraz członkowie ASEAN nie podjęły działań przeciw Indonezji. W 1995 roku Międzynarodowy Trybunał Sprawiedliwości orzekł (nie wprost), że aneksja Timoru Wschodniego była nielegalna.